# 汉寿南站
汉寿南站，原名汉寿站（太子庙车站），位于中华人民共和国湖南省常德市汉寿县太子庙镇，是石长铁路上的火车站，始建于1997年，由广州铁路集团管辖。

## 歷史
- 始建于1997年，站名汉寿站。
- 2017年9月21日开通动车业务。
- 2022年4月1日，更名为汉寿南站。[3]